# Journal Officiel de la République Démocratique du Congo
Das Journal Officiel de la République Démocratique du Congo, auch Journal Officiel de la RDC, ist das offizielle Bekanntmachungsorgan der Regierung der Demokratischen Republik Kongo. Das Amtsblatt erscheint gedruckt und als digitale Ausgabe auf der Website journalofficiel.cd. Zur Unterscheidung der differenzierten Bekanntmachungsinhalte ist es in drei Bulletins („Verlautbarungen“) gegliedert.
Der erste Teil ist das Bulletin der Rechts- und Verwaltungsakte: Gesetze, Verordnungen, Dekrete, Erlasse, Beschlüsse, Rundschreiben usw. Diese Bekanntmachung erscheint am 1. und 15. eines jeden Monats.
Der zweite Teil ist das Bulletin für Urkunden von Gesellschaften, Vereinen und politischen Parteien. Diese Bekanntmachung erscheint am 1. und 15. eines jeden Monats.
Der dritte Teil ist das Bulletin für Urkunden in Bezug auf geistiges Eigentum, wie Patente, Zeichnungen, Modelle, Marken, Logos, Slogans usw. Diese Bekanntmachung erscheint vierteljährlich.
Die Anlagen des Amtsblattes enthalten auch die Rechtsakte der Provinzen, und zwar bis zur tatsächlichen Einführung der provinzialen Amtsblätter.